# Argestina gyala
Argestina gyala är en fjärilsart som beskrevs av Evans 1915. Argestina gyala ingår i släktet Argestina och familjen praktfjärilar. Inga underarter finns listade i Catalogue of Life.